# تروخیلو، کولون
تروخیلو، کلون (به اسپانیایی: Trujillo, Colón) یک شهر در هندوراس است که در استان کولون واقع شده‌است.

## خصوصیات
تروخیلو ۳۰٬۰۰۰ نفر جمعیت دارد.